# La Yesca, Nayarit
La Yesca är en ort i Mexiko.   Den ligger i kommunen La Yesca och delstaten Nayarit, i den centrala delen av landet, 500 km väster om huvudstaden Mexico City. La Yesca ligger 1 434 meter över havet och antalet invånare är 534.
Terrängen runt La Yesca är kuperad åt nordost, men åt sydväst är den bergig. Terrängen runt La Yesca sluttar österut. Runt La Yesca är det mycket glesbefolkat, med 3 invånare per kvadratkilometer. Närmaste större samhälle är Apozolco, 16,2 km nordost om La Yesca. I omgivningarna runt La Yesca växer huvudsakligen savannskog.